# Челдаево
Челда́ево — деревня в Инзенском районе Ульяновской области. Входит в состав Коржевского сельского поселения.

## Расположение
Деревня расположена в 40 км к северу от райцентра и в 4 км до центра поселения, на левом берегу реки Тала.
Расстояние до ближайшей автомобильной дороги связывающей сёла Коржевка и Шлемасс — 1,5 км. Высота центра населённого пункта — 140 м.

## История
Название фамильное. Деревня основана в 1624 году выселенцами из д. Чемакиной (ныне Чумакино), к которым потом перешла и мордва — 6 дворов из д. Кожарок (ныне Коржевка) и относилась к Кержацкому беляку, Верхосурского стана Алатырского уезда.
В 1624—26 г.г. в Челдаева всего было 13 дворов и 20 «людей». Земельные угодья вместе с д. Чемакиной и так как Челдаевцы обложены были 5 1/2 юфтей хлеба, то нужно думать, что на их долю приходилось пашни паханной 55 чет. и поле. Кроме того, они ходили в бортный ухожай по речке Черменеву.
В 1780 году, при создании Симбирского наместничества, деревня Чалдаева, при речке Ташле, крещёных татар, вошла в состав Карсунский уезд. С 1796 года — в Симбирской губернии.
В 1918 году был создан сельский Совет, который вошёл в состав Коржевской волости.
В 1930 году был создан колхоз «13-й год РККА», в 1950 году объединён в колхоз имени Жданова.
В 2002 году был изменён статус с села на деревню.
В 2005 году деревня вошла в состав  Коржевского сельского поселения.

## Население
| Года | Численность | Примечания |
| ---- | ----------- | --- |
| 1624 | 20          | Гераклитов А. А. Алатырская мордва / Материалы для историко-географического словаря мордовских селений Алатырского уезда. — Саранск: 1936, МорИзд. — С. 83.          |
| 1780 | 100         | крещеных татар — 97, помещиковых крестьян — 3. |
| 1859 | 438         | Артемьев А. И. Списки населенных мҌстъ /Симбирская Губернія. — Санкт Петербургъ: изданъ Центральнымъ статистическимъ комитетомъ министерства внутреннихъ дҌлъ, 1862. |
| 1897 | 685         | Список населенных мест Симбирской губернии. [1897] / изд. Симбирского губ. стат. ком. - Симбирск : Губ. тип., 1897. - [8], 417, LIII с.                              |
| 1913 | 984         | есть школа. |
| 1924 | 902         | мордва, школа 1-й ступени. |
| 1930 | 1043        | мордва |
| 2020 | 0           | Постоянно проживающих жителей - нет |

## Известные уроженцы
- Калинкин Иван Алексеевич [14] — народный писатель Мордовии, заслуженный поэт Мордовии, заслуженный деятель культуры Российской Федерации[15].

## Достопримечательности
- Памятник погибшим в ВОВ (1974 г.) или Памятник воинам-землякам, погибшим в ВОВ (1965 г.)[16]